# Ludwig Herrig
Friedrich Christian Ludwig Herrig, född 12 maj 1812, död 17 januari 1889, var en tysk språkforskare, farbror till Hans Herrig.
Herrig, som var gymnasialprofessor, grundade 1846 tillsammans med Heinrich Viehoff den ansedda tidskriften Archiv für das Studium der neuren Sprachen und Litteraturen och utgav The British classical Authors (1904, fortsatt av Max Förster).